# Anne Bertier
Pour les articles homonymes, voir Berthier.
Anne Bertier (née en 1956) est une auteure et illustratrice française en littérature jeunesse.

## Biographie
Anne Bertier est née à Brognon, dans le département de la Côte-d'Or. Elle a étudié les lettres modernes et le mime. À partir de 1995, elle se lance dans l'illustration pour enfants, aux éditions Grandir. En 2004, sa rencontre avec Christine Morault la fait rejoindre les éditions MeMo. Elle développe depuis un travail très graphique autour des formes géométriques. Elle participe à de nombreuses rencontres, dans les écoles, les hôpitaux, les bibliothèques,,.

## Prix et distinctions
En 2009, elle obtient la Plaque d'Or de la Biennale internationale de l’illustration de Bratislava pour Construis-moi une lettre et pour Dessine-moi une lettre.
En 2011, elle obtient le Prix Pitchou, catégorie « tout petits » pour Mercredi (éditions MeMo).

## Œuvres
Elle a participé à de nombreuses œuvres,, dont :
- Au fil des pages, des étoiles (1997)
- Mon loup (2000)
- Le Balcon (2003)
- Les Abécédaires d'Anne Bertier (2004)
- Construis-moi une lettre (2004)
- Dessine-moi une lettre (2004)
- Rêve-moi une lettre (2005)
- Chiffres en tête (2006)
- Chiffres à conter (2006)
- Chiffres cache-cache (2008)
- Llop meu (2009)
- Noires (2009)
- Mon loup (2009)
- Blanches (2009)
- My Wolf (2009)
- Mercredi (2010)
- Je multiplie (2012)
- Je soustrais (2012)
- Collection signes-jeux (2012)
- C'est égal (2012)
- J'additionne (2012)
- Je divise (2012)
- Je multiplie (2013)
- Le Temps des couleurs (2013)
- L'Imagier de l'été (2018)